# San Luis (Arizona)
San Luis es una ciudad situada en el condado de Yuma, Arizona, Estados Unidos. Tiene una población estimada, a mediados de 2022, de 35 770 habitantes.
Está al lado de la ciudad de San Luis Río Colorado, Sonora, México, y muy cerca de la ciudad de Yuma.

## Geografía
La localidad está ubicada en las coordenadas 32°29′10″N 114°43′24″O / 32.48611, -114.72333 (32.486181, -114.723414). Según la Oficina del Censo de los Estados Unidos, tiene una superficie total de 88.32 km², de la cual 82.13 km² corresponden a tierra firme y 0.19 km² están cubiertos de agua.

## Demografía
Según el censo de 2020, en ese momento la ciudad tenía una población de 35 257 habitantes. La densidad de población era de 429.28 hab./km². El 23.23% de los habitantes eran blancos, el 2.75% eran afroamericanos, el 1.18% eran amerindios, el 0.08% eran asiáticos, el 0.02% eran isleños del Pacífico, el 39.62% eran de otras razas y el 33.13% eran de una mezcla de razas. Del total de la población, el 90.05% eran hispanos o latinos de cualquier raza.